# Cerapachys dohertyi
Cerapachys dohertyi é uma espécie de formiga do gênero Cerapachys.